# Monge (U-Boot, 1932)
Die Monge (Kennung: Q 144) war ein U-Boot der Redoutable-Klasse (1500-Tonnen-Typ) der französischen Marine, das von 1932 bis 1942 in Dienst stand.

## Geschichte
Die spätere Monge wurde am 15. September 1927 auf der Werft F. Chantier de la Méditerranée La Seyne-sur-Mer auf Kiel gelegt. Der Stapellauf erfolgte am 25. Juni 1929 und die Indienststellung am 19. Juni 1932. Zu Beginn des Zweiten Weltkrieges im September 1939 war das U-Boot der 1. Flottille der 5. U-Boot-Division (5ième division sous-marine, DSM) zugeteilt und war in Toulon stationiert. 
Nach der Niederlage Frankreichs im Sommer 1940 wurde die Monge in die neu aufgestellten vichy-französischen Seestreitkräfte integriert und verlegte im Herbst 1940, gemeinsam mit dem U-Boot Pégase und dem Tanker Lot, nach Französisch-Indochina. Im März 1941 erreichte dieser Verband Saigon. Für rund ein halbes Jahr verblieb das U-Boot in Fernost, ehe im September 1941 der Verlegungsbefehl nach Diego Suarez erfolgte, um die Verteidigung der noch vom Vichy-Regime kontrollierten Insel Madagaskar zu verstärken. Ab dem 7. Oktober 1941 operierte die Monge von Diego Suarez aus und unternahm in den folgenden Monaten Patrouillenfahrten entlang der Küsten Madagaskars sowie zwischen Madagaskar und Réunion.
Im Mai 1942 landeten die Briten und weitere Commonwealth-Truppen im Rahmen der Operation Ironclad auf der strategisch wichtigen Insel Madagaskar, weil die Alliierten im Rahmen des Pazifikkrieges eine japanische Invasion auf der Insel befürchteten und dieser zuvorkommen wollten.  
Während der alliierten Invasion wurde die Monge (Capitaine de Corvette Marcel A. J. Delort) in den Morgenstunden des 8. Mai 1942, nach einem erfolglosen Torpedoangriff auf den britischen Flugzeugträger Indomitable, vor Diego Suarez von den britischen Zerstörern Active und Panther aufgespürt und mit Wasserbomben versenkt. Die gesamte Besatzung von 69 Mann, darunter auch der Kommandant Delort, ging mit dem U-Boot unter.